# Mimansa
Mimansa, Purva Mimamsa, ou simplesmente Mimamsa (sânscrito मीमांसा, "investigação"), palavra sânscrita que significa "busca" ou "investigação" (compare com o grego ἱστορία), é uma escola astika ("ortodoxa") de filosofia hindu, cujo principal questionamento é sobre a natureza do darma com base na hermenêutica dos Vedas. O principal questionamento da Purva Mimamsa se refere à natureza das lei naturais (ou dharma). Segundo esta escola, a natureza do darma não é acessível à razão ou à observação e deve ser inferida a partir da autoridade da revelação contida nos Vedas, que são considerados eternos, sem autor (apaurusheyatva) e infalíveis. A escola de Mimamsa consiste tanto de doutrinas ateístas quanto teístas e não considerada a existência de Deus, não no caráter do darma.
Este método empírico e eminentemente sensível de aplicação religiosa é a chave para Sanatana Dharma e foi especialmente desenvolvido por racionalistas como Sankaracharya e Swami Vivekananda.